# オストルダ
オストルダ（ポーランド語: Ostróda、[ɔsˈtruda]）は、ポーランドのヴァルミア・マズールィ県オストルダ郡にある町。ドイツ名 オステローデ・イン・オストプロイセン (Osterode in Ostpreußen) 。人口3万3191人（2009年12月31日）。マズーリ湖水地方の落ち着いた自然環境にあり、近年観光地として成長している。

## 歴史
ドルヴェンツァ川がドルヴェンツァ湖に流れこむデルタ地帯の中洲にあったプルーセンの村から、オストルダの町は発展した。この村の支配とマズーリ人やゲルマン人の入植者の保護を兼ねて、1270年にチュートン騎士団が木造の市壁をつくりはじめた。騎士団は現在のドイツのニーダーザクセン州にあるオステローデ・アム・ハルツ（現在、オストルダと姉妹都市）からとって、町をオステローデ (Osterode) と命名した。木と土でできた砦は1349年から1370年にかけて、石造りの城に変わった。1335年には特許状を得て、町は急速に地方の行政の中心地となった。
1410年のグルンヴァルトの戦いののち、クラウス・フォン・デーリンゲンがオステローデ城を攻略し、ポーランド王ヴワディスワフ2世（ヨガイラ）に献上した。ポーランド王はマリエンブルク（マルボルク）包囲の途上、ウルリッヒ・フォン・ユンギンゲンの亡骸をこの地に持ってきたが、その数ヵ月後にチュートン騎士団はオストルダを奪還した。
十三年戦争（1454年 - 1466年）では、ポーランド王国およびプロイセン同盟とチュートン騎士団が互いに奪い合った。1525年からプロシア公領であったが、1701年にプロイセン王国の一部となった。住民のほとんどはプロテスタントで、17世紀の蔵書が福音派の教会に残っている。1818年に、プロイセン王国の郡（クライス）の中心地となった。1871年にドイツ帝国が成立すると、オステローデも編入された。
ヴェルサイユ条約の結果、国際連盟の監視下で1920年7月11日に実施された東プロイセン住民投票では、97.81%がドイツ残留を、2.19%がポーランドへの編入を希望した。
ナチス・ドイツの絶滅政策で、オステローデに戦前いたユダヤ人はその姿を消した（ホロコーストを参照）。
1945年1月21日、赤軍が無抵抗でオステローデに進駐したが、その後の火災で市街の70%が被害を受けた。住民の多くは西へ引き揚げようとした。ソ連による攻略とポツダム宣言で、町はポーランドの施政下に置かれ、戦前のドイツ人にかわってポーランド人が人口の多数を占めた。
1975年から1998年まで、オストルダはオルシュティン県に所属していたが、1999年にヴァルミア・マズールィ県に編入された。

## 姉妹都市
- オステローデ・アム・ハルツ（ドイツ）
- ネマン（ロシア）
- シルテ（リトアニア）
- タウラゲ（リトアニア）

## ゆかりの人物
- クリスチャン・ヤーコプ・クラウス（1753年 - 1807年） 哲学者、経済学者、言語学者
- ブルーノ・カルチェフスキ（1913年 - 1971年） ドイツ国防軍の将校
- ハンス・ヘルムート・キルスト（1914年 - 1989年） 作家
- マツィエイ・クジコフスキ（1991年 - ） プロのゲーマー